# Dennis Hollart
Dennis Hollart (Lelystad, 13 november 1983) is een Nederlandse voormalige profvoetballer.
Hij kwam uit als verdedigende middenvelder voor FC Omniworld, Go Ahead Eagles en Almere tussen 2005 en 2011 waarna zijn profloopbaan ten einde kwam. Hollart werd in november 2012 opgenomen in de selectie van IJsselmeervogels, op dat moment uitkomend in de Topklasse.

## Clubstatistieken
| seizoen | club            | land      | competitie     | duels | goals |
| ------- | --------------- | --------- | -------------- | ----- | ----- |
| 2005/06 | FC Omniworld    | Nederland | Eerste divisie | 28    | 1     |
| 2006/07 | FC Omniworld    | Nederland | Eerste divisie | 36    | 0     |
| 2007/08 | FC Omniworld    | Nederland | Eerste divisie | 35    | 1     |
| 2008/09 | FC Omniworld    | Nederland | Eerste divisie | 34    | 0     |
| 2009/10 | Go Ahead Eagles | Nederland | Eerste divisie | 33    | 1     |
| 2010/11 | Go Ahead Eagles | Nederland | Eerste divisie | 31    | 1     |
| 2011/12 | Almere City FC  | Nederland | Eerste divisie | 25    | 1     |
| 2011/12 | Almere City FC  | Nederland | Eerste divisie | 1     | 0     |